# Atractus clarki
Atractus clarki är en ormart som beskrevs av Dunn och Bailey 1939. Atractus clarki ingår i släktet Atractus och familjen snokar. Inga underarter finns listade.
Arten förekommer i Panama och fram till västra Colombia (departementet Valle del Cauca). Honor lägger ägg.